# Zosima korovinii
Zosima korovinii är en flockblommig växtart som beskrevs av Pimenov. Zosima korovinii ingår i släktet Zosima och familjen flockblommiga växter. Inga underarter finns listade i Catalogue of Life.